# Brunon de Sarrebruck
Brunon de Sarrebruck mort en 1123, fut évêque de Spire de 1107 à 1123.
Brunon (ou Bruno) était le fils du comte Siegbert et le frère de Frédéric de Sarrebruck et d'Adalbert Ier de Sarrebruck, archevêque de Mayence, donc l'oncle d'Adalbert II de Sarrebruck. Avant d'être évêque de Spire, il fut abbé de l'abbaye de Lorsch.
- (de) Cet article est partiellement ou en totalité issu de l’article de Wikipédia en allemand intitulé « Bruno von Saarbrücken » (voir la liste des auteurs).